# Islampur
Islampur là một thành phố và khu đô thị của quận Uttar Dinajpur thuộc bang Tây Bengal, Ấn Độ.

## Địa lý
Islampur có vị trí 24°09′B 88°28′Đ / 24,15°B 88,47°Đ Nó có độ cao trung bình là 21 mét (68 feet).

## Nhân khẩu
Theo điều tra dân số năm 2001 của Ấn Độ, Islampur có dân số 52.766 người. Phái nam chiếm 54% tổng số dân và phái nữ chiếm 46%. Islampur có tỷ lệ 63% biết đọc biết viết, cao hơn tỷ lệ trung bình toàn quốc là 59,5%: tỷ lệ cho phái nam là 68%, và tỷ lệ cho phái nữ là 57%. Tại Islampur, 15% dân số nhỏ hơn 6 tuổi.